# Dan August
Dan August est une série télévisée américaine en 26 épisodes de 45 minutes diffusée entre le 23 septembre 1970 au 8 avril 1971 sur le réseau ABC.
Au Québec, la série a été diffusée à partir du 16 septembre 1971 à Télé-Métropole et sur les stations du réseau TVA. Elle reste inédite dans les autres pays francophones.

## Synopsis
Le lieutenant Dan August est un détective de la brigade criminelle de Santa Luisa, en Californie. Il travaille sous les ordres du chef de la police George Untermeyer avec son partenaire le sergent Wilentz. Au cours de ses enquêtes, il retrouve d'anciennes connaissances et des personnes avec qui il a grandi.

## Distribution
- Burt Reynolds : Lt. Dan August
- Norman Fell : Charles Wilentz
- Richard Anderson : George Untermeyer
- Ned Romero (en) : Joe Rivera
- Ena Hartman (de) : Katy Grant

## Le téléfilm pilote
Avant de devenir une série, les producteurs ont mis en place ce qu'on appelle un pilote afin de voir l'engouement du public pour la future série. Un téléfilm intitulé House on Greenapple Road mis en scène par Robert Day et écrit par George Eckstein, inspiré d'un roman de Harold R. Daniels est donc diffusé le 11 janvier 1970 sur ABC avec dans les rôles principaux de August l'acteur Christopher George et de Wilentz Keenan Wynn avec de nombreuses vedettes comme Janet Leigh, Julie Harris, Walter Pidgeon, Barry Sullivan ou Tim O'Connor. Le succès d'audience convaincra la chaîne de produire une série hebdomadaire mais cette fois-ci avec d'autres comédiens.

## Épisodes
1. Murder by Proxy
2. The Murder of a Small Town
3. Love Is a Nickel Bag
4. The King Is Dead
5. In the Eyes of God
6. The Color of Fury
7. Invitation to a Murder
8. The Union Forever
9. Epitaph for a Swinger
10. When the Shouting Dies
11. The Soldier
12. Quadrangle for Death
13. Passing Fair
14. The Titan
15. Death Chain
16. Dead Witness to a Killing
17. The Law
18. The Worst Crime
19. Circle of Lies
20. Trackdown
21. Bullet for a Hero
22. The Manufactured Man
23. The Meal Ticket
24. Days of Rage
25. Prognosis: Homicide
26. The Assassin